# 봉신

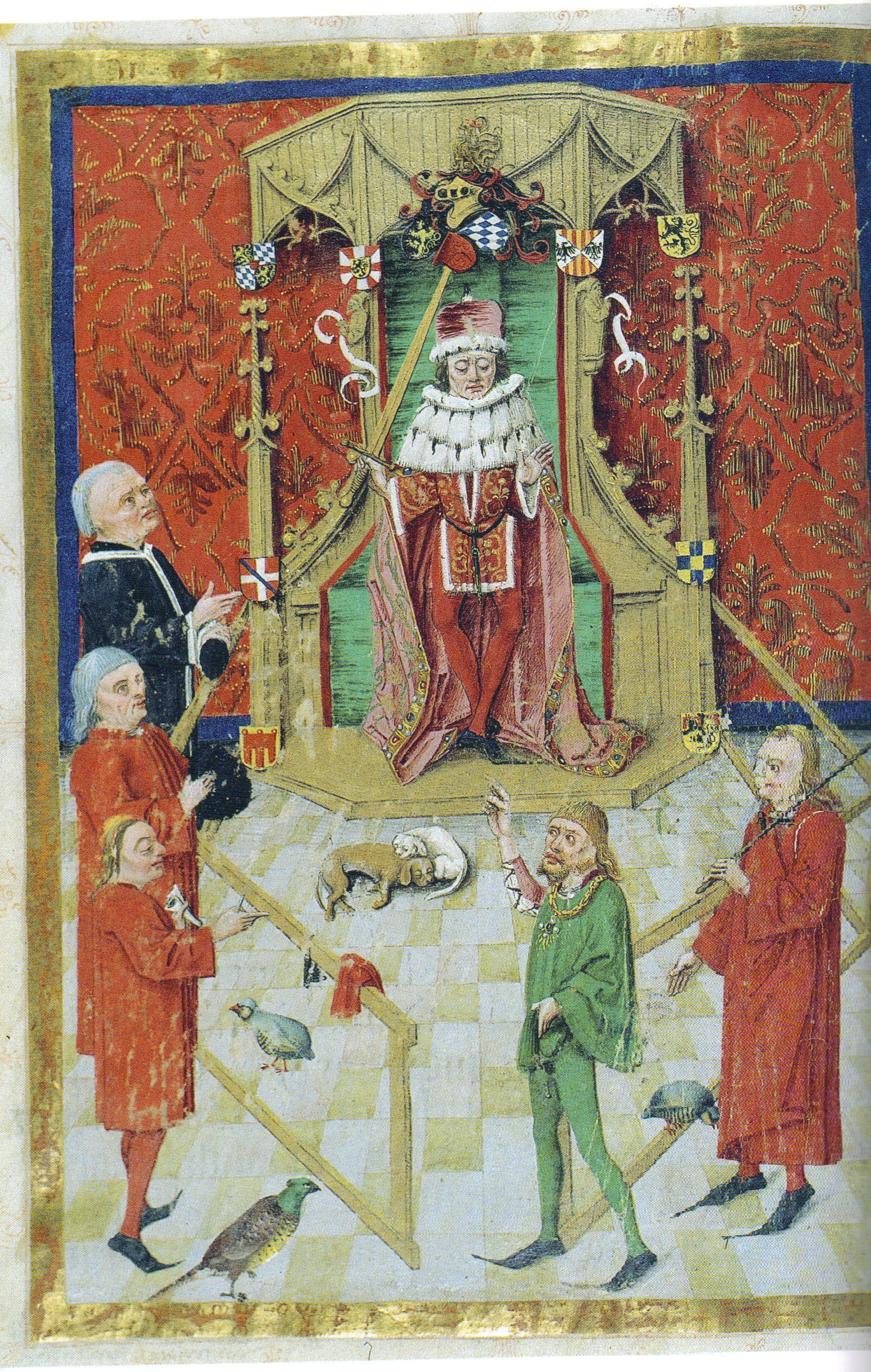

봉신(封臣, 영어: vassal) 또는 가신(家臣)은 유럽의 봉건사회에서 영주나 군주에 대해 상호 의무가 있는 것으로 간주되는 사람이다. 종속 세력을 봉신이라 하고, 지배 세력을 종주라 부른다. 봉신의 권리와 의무를 봉신권이라 하고, 종주국의 권리와 의무를 종주권이라고 한다. 봉신의 의무에는 대개 봉토로 보유한 토지를 포함하며 특정 특권에 대한 대가로 기사의 군사적 지원이 포함되었다. 이 용어는 유럽의 봉건사회뿐만 아니라 타 지역 봉건사회의 유사한 약정에도 적용될 수 있다.
이와 대조적으로, 충성의 서약은 군주에 대한 무조건적인 충성을 맹세하였다.

## 유럽의 봉신권
완전히 발달된 봉신제에서, 군주와 봉신은 그것의 신성한 중요성을 나타내기 위한 기독교 성례전의 사용을 포함하여, 경의와 봉신의 두 부분으로 구성된 표창 의식에 참가했다. 에긴하르트의 간략한 설명에 따르면, 바이에른 공작 타실로 3세에 의해 757년에 어린 피핀에게 내려진 표창은 분명히 그 행사를 위해 콩피에뉴에 모인 성녀 데니스, 러스티쿠스, 엘뢰체르, 마르틴, 제르맹의 유물을 포함했다. 위기와 전쟁, 기근 등이 닥쳤을 때에는 그러한 교련이 처음부터 포함되지 않았다. 봉건제 하에서 가장 약한 사람들은 무기를 소유하고 싸울 줄 아는 기사들의 보호가 필요했다.
봉건 사회는 중세 전기의 특징 중 하나였으며 고대 후기 시대부터 발전한 "영지" 개념에 점점 더 기반을 두고 있었다.
샤를마뉴 (재위 768~814) 시대에는 봉신과 당시 주요 부의 형태였던 토지 부여 사이의 연관성이 서서히 발전했다. 동시대의 사회 발전에는 18세기 이후부터 농업적 "장원제"와 "봉건제"라는 딱지가 붙은 사회 및 법적 구조가 포함되었다. 이러한 발전은 다양한 지역에서 서로 다른 속도로 진행되었다. 메로베우스 시대(5세기~752년)에 군주는 가장 위대하고 가장 신뢰받는 봉신에게만 토지를 분봉했다. 10세기 프랑스에서는 중앙 권력의 잔재가 가장 극단적으로 이양되는 경우에도 대다수의 봉신은 여전히 고정된 재산을 갖고 있지 않았다.
봉신의 전투 집단을 별개의 그룹으로 계층화하는 것은 9세기에 "혜택"을 대체하기 시작한 새로운 용어 "봉토"와 대략적으로 관련이 있을 수 있다. "상위" 집단은 가족의 상속인에게 자신의 이익을 상속할 수 있을 만큼 강력한 영토의 거물들로 구성되었다. "하위" 집단은 백작이나 공작에 소속된 땅이 없는 기사들로 구성되었다. 이러한 사회적 정착 과정은 또한 전쟁 수행에 있어서 근본적인 변화를 가져오는 자극을 받았다. 조직화된 기병이 무질서한 보병을 대체함에 따라 군대 유지비가 점차 더 많이 증가하게 되었다. 봉신은 빈번한 전쟁에 맞서기 위해 주군에게 기여할 기병대를 갖추기 위해 경제적 자원이 필요했다. 화폐 경제가 없을 때 그러한 자원은 토지와 농민, 목재 및 물을 포함한 관련 자산에서만 나왔다.

## "봉신"과 "봉신국"의 차이점
많은 제국은 부족, 왕국, 도시 국가를 기반으로 봉신국을 세웠으며, 제국은 이들을 정복하거나 직접 통치할 필요 없이 통제하고자 한다. 이러한 경우 종속국은 내부 자치권을 유지했지만 외교 정책에서 독립성을 잃었으며, 많은 경우 공식적인 조공을 바치거나 요청 시 군대를 제공한다. 이는 봉신과 유사한 관계이지만 봉신은 군주의 실제 영토에 존재하는 봉읍을 보유한다.
이 틀에서, "공식 식민지" 또는 "주요 동맹국"은 국내 "영지 보유자" 또는 "수탁자"와 유사하게 국제 관계 측면에서 봉신국으로 간주될 수도 있다.
봉신국의 개념은 개인 봉신 개념을 사용하여 국가 간의 공식적 헤게모니 관계를 이론화한다. 심지어 비개인적인 형태의 통치를 사용하는 경우에도 마찬가지이다. 이 용어가 적용되는 제국으로는 고대 로마, 몽골 제국, 중국 제국, 대영 제국 등이 있다.

## 같이 보기
- 봉신국
- 제후
- 종주권
- 테인
- 자민다르

### 인용주
1. ↑  The Tours formulary, which a mutual contract of rural patronage, offered parallels; it was probably derived from Late Antique Gallo-Roman precedents, according to Magnou-Nortier 1975.

### 참조주
1. ↑  Hughes, Michael (1992). Early Modern Germany, 1477–1806, MacMillan Press and University of Pennsylvania Press, Philadelphia, p. 18. ISBN 0-8122-1427-7.
2. ↑  F. L. Ganshof, "Benefice and Vassalage in the Age of Charlemagne" Cambridge Historical Journal 6.2 (1939:147-75).
3. ↑  Ganshof 151 note 23 and passim; the essential point was made again, and the documents on which the historian's view of vassalage are based were reviewed, with translation and commentary, by Elizabeth Magnou-Nortier, Foi et Fidélité. Recherches sur l'évolution des liens personnels chez les Francs du VIIe au IXe siècle (University of Toulouse Press) 1975.
4. ↑  Ganshof 151 note 23 and passim; the essential point was made again, and the documents on which the historian's view of vassalage are based were reviewed, with translation and commentary, by Elizabeth Magnou-Nortier, Foi et Fidélité. Recherches sur l'évolution des liens personnels chez les Francs du VIIe au IXe siècle (University of Toulouse Press) 1975.
5. ↑  “at”. Noctes-gallicanae.org. 2009년 12월 5일에 원본 문서에서 보존된 문서. 2012년 2월 13일에 확인함.
6. ↑  
Ganshof, François Louis, Feudalism translated 1964

## 참고 문헌
- Cantor, Norman, The Civilization of the Middle Ages 1993.
- Rouche, Michel, "Private life conquers state and society," in A History of Private Life vol I, Paul Veyne, editor, Harvard University Press 1987 ISBN 0-674-39974-9.